# Robert Brout
Robert Brout (tiếng Anh:  /braʊt/; 14 tháng 6 năm 1928 – 3 tháng 5 năm 2011) là nhà vật lý lý thuyết người Hoa Kỳ và Bỉ; người đã đóng góp quan trọng về vật lý hạt sơ cấp. Ông là Giáo sư Vật lý tại Université Libre de Bruxelles, nơi mà ông cùng François Englert tạo ra Service de Physique Théorique ("Dịch vụ Vật lý Lý thuyết").

## Nghiên cứu
Sau tốt nghiệp tiến sĩ tại Đại học Columbia năm 1953, Brout đi làm tại Đại học Cornell. Năm 1959, François Englert đến từ Bỉ thăm Cornell làm nghiên cứu với Brout hai năm. Brout và Englert trở thành người cộng tác và bạn thân, nên năm 1961, lúc Englert về Bỉ thì Brout đi với và làm việc tại Université Libre de Bruxelles luôn sau đó. Cuối cùng Englert nhập quốc tịch Bỉ.
Năm 1964, Brout cùng Englert khám phá thế nào có thể phát ra khối lượng cho boson chuẩn khi có đối xứng chuẩn tính Abel hay phi tính Abel định xứ. Họ chứng minh vậy, trong hai trường hợp cổ điển và lượng tử, và cách này họ tránh định lý của Goldsone và đồng thời bày tỏ rằng có thể tái chuẩn hoá lý thuyết. Ý tưởng tương tự cũng tồn tại trong vật lý chất rắn.
Higgs và Guralnik, Hagen, Kibble cũng tới kết luận của Brout và Englert. Ba bài báo viết về sự khám phá hạt boson này đều được tạp chí khoa học Physical Review Letters chấp nhận là bài cột mốc lúc kỷ niệm 50 năm của tạp chí. Từng bài trong ba bài này dùng suy luận tương tự, nhưng mà những đóng góp và sự khác biệt giữa ba bài ấy đáng chú ý. Công trình này chứng minh rằng các hạt truyền tải tương tác yếu có thể giành khối lượng thông qua tương tác với một trường lan toả toàn vũ trụ mà bây giờ người ta gọi là trường Higgs, mà là trường nguồn của hạt Higgs. Ngày 4 tháng 7 năm 2012, CERN tuyên bố sự khám phá hạt mới lạ, "thích hợp với boson Higgs", với mức tin cậy năm sigma trong khoảng khối lượng 125–126 GeV/c2. Năm 2013, Englert và Higgs giành Giải Nobel Vật lý; Brout thì đã qua đời hai năm trước.
Thêm vào công trình về vật lý hạt cơ bản, năm 1978 Brout cùng với Englert và Gunzig nhận Giải vì Tiểu luận về Lực Hấp dẫn lần đầu tiên vì đề nghị độc đáo của mình rằng phình to vũ trụ là điều kiện của vũ trụ trước sự giãn nở đoạn nhiệt.

## Giải thưởng
Brout giành Giải J. J. Sakurai về Vật lý Hạt Lý thuyết của American Physical Society năm 2010 (cùng với Guralnik, Hagen, Kibble, Higgs, Englert) "vì làm sáng tỏ đặc tính của phá vỡ đối xứng tự phát trong lý thuyết chuẩn tương đối tính bốn chiều và cơ chế sự sinh khối lượng hạt boson véc tơ một cách nhất quán". Năm 2004 Brout, Englert, Higgs giành Giải Wolf Vật lý "vì công trình tiên phong dẫn đến sự nhìn thấu về sự sinh khối lượng, khi nào đối xứng chuẩn được thực hiện một cách bất đối xứng trong thế giới của hạt hạ nguyên tử".